# Parque nacional Mallanganee
El Parque Nacional Mallanganee es un parque nacional en Nueva Gales del Sur (Australia), ubicado a 571 km al norte de Sídney.

## Ficha
- Área: 11 km²
- Coordenadas: 28°55′09″S 152°45′13″E / -28.91917, 152.75361
- Fecha de Creación: 1 de enero de 1999
- Administración: Servicio Para la Vida Salvaje y los Parques Nacionales de Nueva Gales del Sur
- Categoría IUCN: Ia